# پیتر زیمان
پیتر زیمان (به هلندی: Pieter Zeeman) (متولد ۲۵ مه ۱۸۶۵ – درگذشته ۹ اکتبر ۱۹۴۳)، یک فیزیک‌دان هلندی بود که با کشف اثر میدان مغناطیسی در شکافتگی خطوط طیفی در سال ۱۹۰۲ موفق به دریافت جایزه نوبل فیزیک گردید.